# Alois Gabl

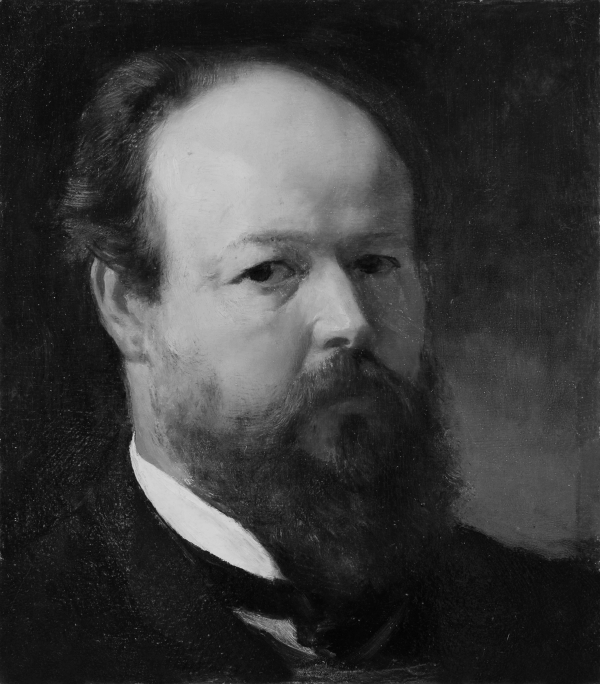
Alois Gabl

Alois Gabl (* 24. September 1845 in Wenns bei St. Leonhard im Tiroler Pitztal; † 2. März 1893 in München) war ein österreichischer Maler und Zeichner.

## Leben
Gabl entstammte einer Bäckerfamilie und hatte mehrere Geschwister. Nach einem nur kurzen Schulbesuch verdiente er sich seinen Lebensunterhalt im Geschäft seines Onkels. Da er sich kaum Privatstunden leisten konnte, versuchte Gabl, sich das Zeichnen autodidaktisch beizubringen. Als der Fürstbischof von Brixen Vinzenz Gasser auf ihn aufmerksam wurde, setzte dieser Gabl ein Stipendium von 100 Gulden jährlich aus.
Im Oktober 1862 konnte Gabl mit 17 Jahren als Schüler an die Kunstakademie nach München gehen. Seine Lehrer waren dort u. a. Johann von Schraudolph, Arthur von Ramberg und Karl Theodor von Piloty. Nach dem Wunsch seines Mäzens sollte Gabl bei Schraudolph sich speziell in der Kirchenmalerei ausbilden lassen. Später wechselte Gabl zu Ramberg und dann zu Piloty, da ihm die Historien- und Genremalerei wesentlich mehr zusagte.
Nach eigenem Bekunden hatten die Landsleute und Maler Franz Defregger und Mathias Schmid großen Einfluss auf ihn. Gabl nahm sogar Defreggers Bild Speckbacher zum Vorbild für sein Bild Haspinger, die Tiroler zum Kampfe anfeuernd; mit diesem Werk sorgte Gabl 1872 anlässlich einer Ausstellung in Wien für erhebliches Aufsehen.
Mit 33 Jahren stellte die Kunstakademie in München Gabl zunächst als Hilfslehrer ein, ernannte ihn 1880 zum Professor und betraute ihn mit einem Lehrauftrag. Hier wurde Simon Hollósy einer seiner Schüler. Aber bereits 1882 musste Gabl krankheitshalber alle Ämter niederlegen. Durch seine Depressionen und sein Nervenleiden nicht mehr Herr über sich, versuchte Gabl sich während eines Aufenthalts in seiner Tiroler Heimat selbst zu töten.
Den Rest seines Lebens lebte Gabl in München, nur unterbrochen von mehreren Krankenhaus- und Kuraufenthalten. Während dieser Zeit entstanden kaum noch Gemälde und nur noch sehr wenige Zeichnungen. Im Alter von 47 Jahren tötete sich der Maler am 2. März 1893 in München. Der Zeitpunkt des Todes ist nicht exakt feststellbar (möglicherweise auch der 27. Februar 1893), da man die Leiche erst am 4. März 1893 fand.

## Werke (Auswahl)
Auch wenn das gesamte künstlerische Werk Gabls als nicht sehr umfangreich gilt, fand es doch weite Verbreitung. Viele Zeitschriften und Zeitungen wie Die Gartenlaube oder die Leipziger Illustrirte Zeitung illustrierten mit Holzstichen nach Gabls Bildern ihre Ausgaben.
Dominierte in Gabls Frühwerk noch reine Farbenfreude, wurde diese später zugunsten der Effekte von Licht und Schatten aufgegeben. Thematisch spannt sich Gabls Werk von historischen Bildern mit fast schon politischer Aussage bis hin zu netten Genrebildern und gefälligen Porträts; letztere waren aber wahrscheinlich zum Großteil Auftragsarbeiten.
- Rekrutenaushebung in Tirol (1873)
- Einsegnung des Brautbettes (1875)
- Die verbotene Tanzmusik

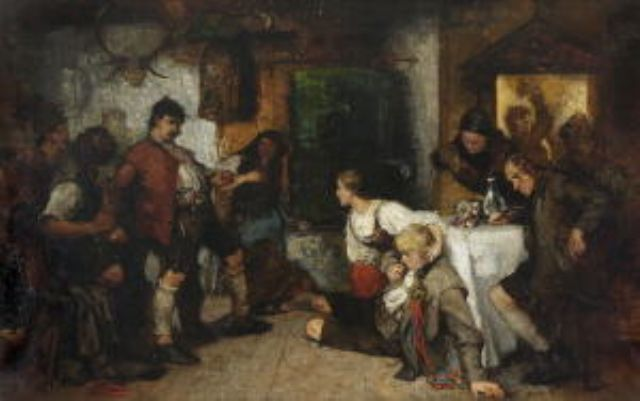
Streithanseln

- Hochwürden als Schiedsrichter (1876)
- Die Nähmaschinenprobe (1878)
- Im Flur eines Münchener Bierhauses
- Die Impfstube
- Raub der Gräfin Olga, aquarellierte Tuschezeichnung (1881)[4]
- Die heiligen drei Könige (1883)
- Haspinger, die Tiroler zum Kampfe anfeuernd (1872)